# Rhizomys
A Rhizomys az emlősök (Mammalia) osztályának a rágcsálók (Rodentia) rendjébe, ezen belül a földikutyafélék (Spalacidae) családjába tartozó nem.

## Rendszerezés
A nembe az alábbi 3 faj tartozik:
- deres bambuszpatkány (Rhizomys pruinosus) Blyth, 1851
- kínai bambuszpatkány (Rhizomys sinensis) Gray, 1831 – típusfaj
- nagy bambuszpatkány (Rhizomys sumatrensis) Raffles, 1821